# افرای همیشه‌بهار
افرای همیشه‌بهار (نام علمی: Acer sempervirens) نام یک گونه از سرده افرا است.